# Ramiączko
Ramiączko – element górnej części niektórych rodzajów odzieży, wąski pasek służący podtrzymaniu ubioru na ramionach, stosowany w przypadku odzieży bez rękawów. Używane w ubiorach damskich (sukienki, bluzki, biustonosze), rzadziej męskich (podkoszulki bez rękawów).

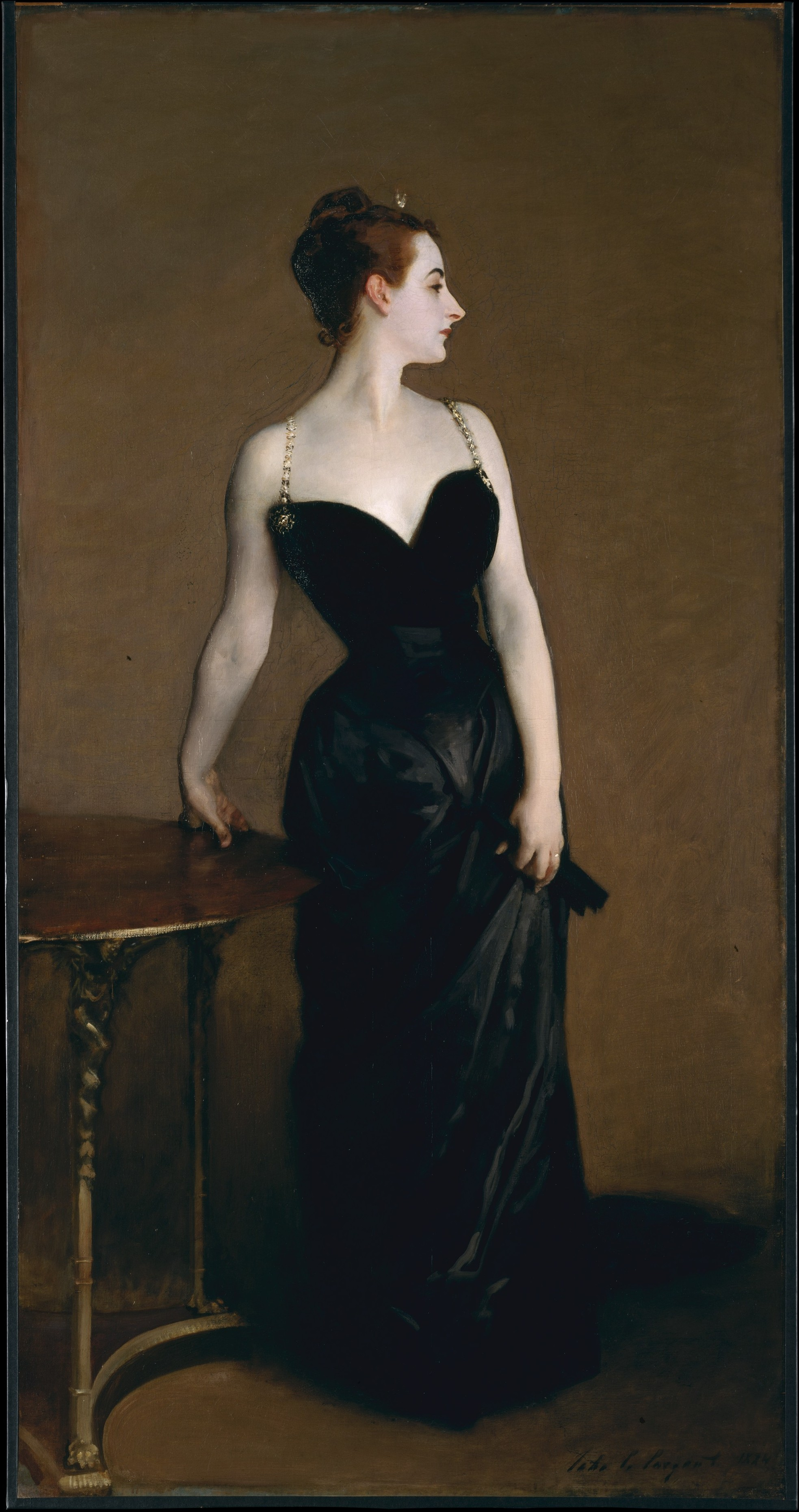
Suknia na ramiączkach
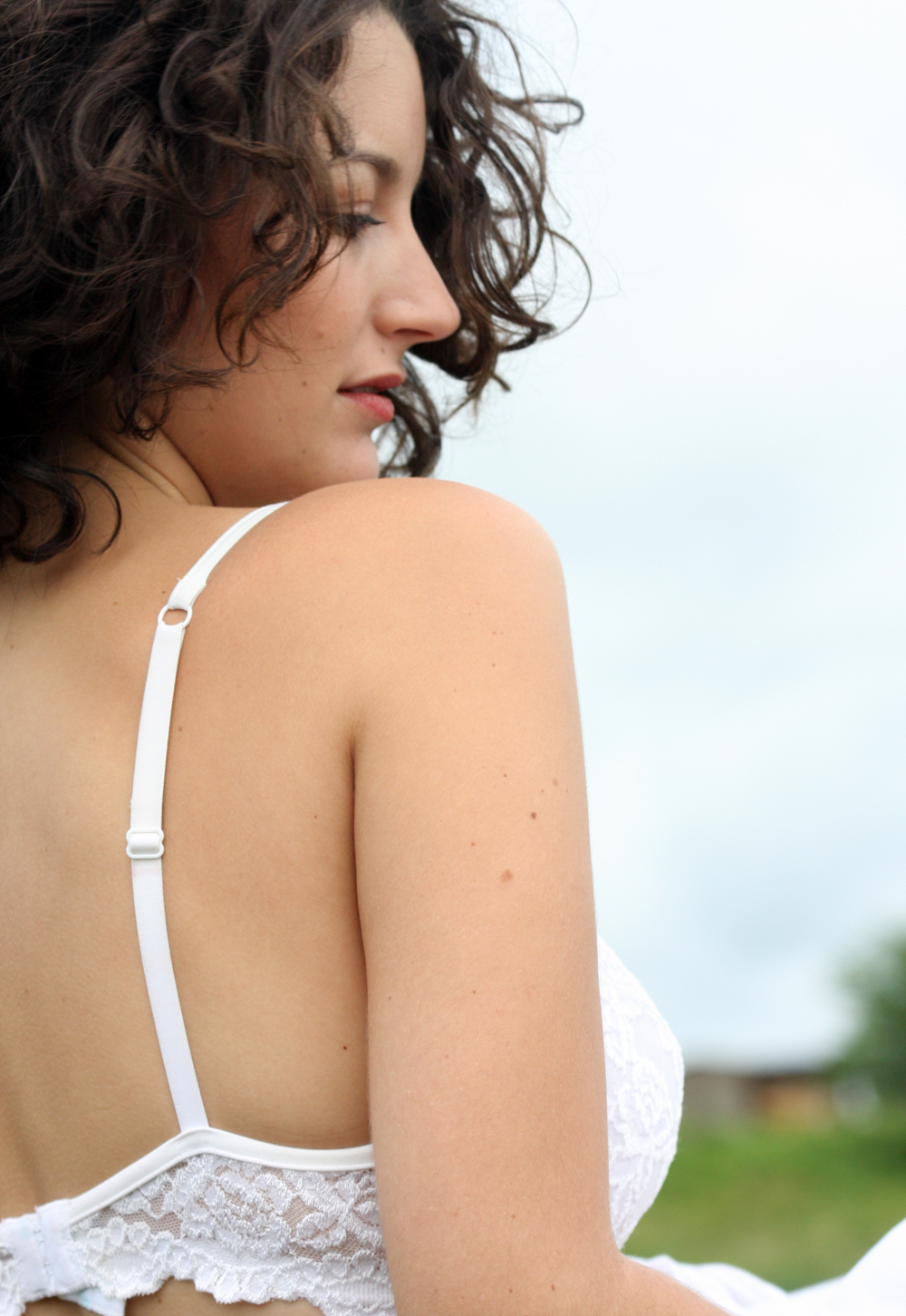
Ramiączko biustonosza
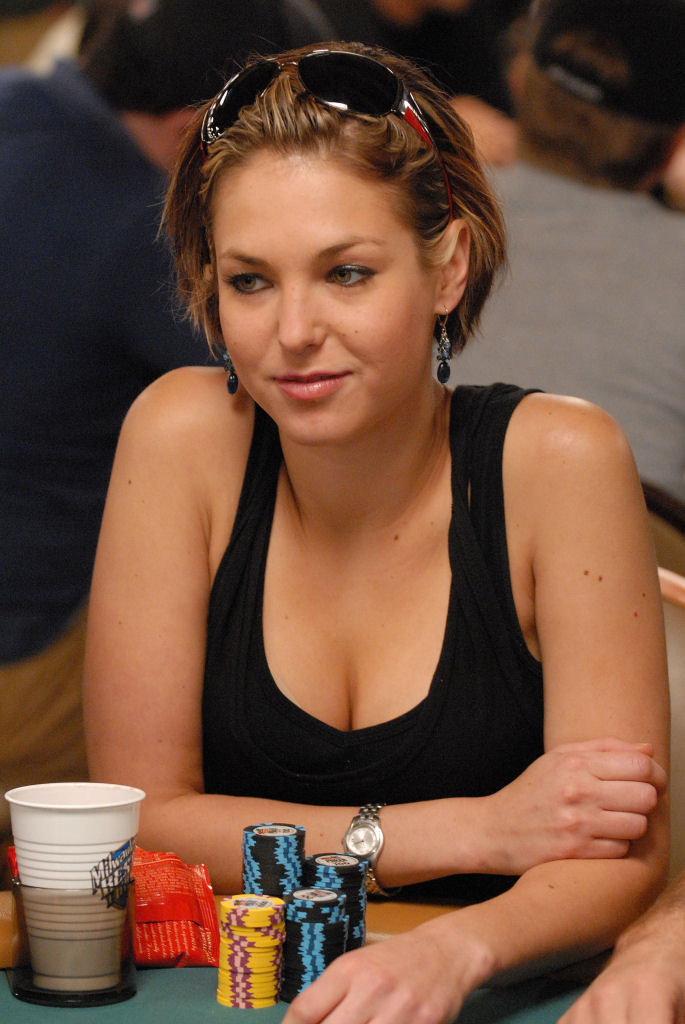
Bluzka z ramiączkami